# Jurgen Bardhi
Jurgen Bardhi (ur. 6 listopada 1997 w Fushë-Krui) – albański piłkarz grający na pozycji ofensywnego pomocnika w klubie Partizani Tirana. Były zawodnik młodzieżowych reprezentacji Albanii U-19 i Albanii U-21.

## Kariera piłkarska

### Kariera klubowa
Karierę Bardhi rozpoczął w wieku 13 lat w akademii klubu Iliria Fushë-Kruja. W 2014 roku przeszedł do Partizani Tirana. W drużynie debiutował w meczu Pucharu Albanii 19 listopada 2014 przeciwko KS Lushnja.
| Sezon   | Klub             | Kraj    | Rozgrywki           | Mecze | Gole |
| ------- | ---------------- | ------- | ------------------- | ----- | ---- |
| 2014/15 | Partizani Tirana | Albania | Kategoria Superiore | 4     | 0    |
| 2015/16 | Partizani Tirana | Albania | Kategoria Superiore | 17    | 0    |
| 2016/17 | Partizani Tirana | Albania | Kategoria Superiore | 24    | 2    |
| 2017/18 | Partizani Tirana | Albania | Kategoria Superiore | 34    | 4    |
| 2018/19 | Partizani Tirana | Albania | Kategoria Superiore | 30    | 5    |
| 2019/20 | Partizani Tirana | Albania | Kategoria Superiore | 14    | 2    |

### Kariera reprezentacyjna
Były reprezentant Albanii U-19, którą reprezentował w latach 2014–2015 i w której w 2 meczach strzelił jednego gola. W kadrze U-21 zadebiutował 12 listopada 2015 w przegranym 4:0 meczu z reprezentacją Portugalii. W 2018 roku z powodu kontuzji jednego z piłkarzy, po ostatnim meczu w młodzieżówce w 2016 został powołany i zagrał ze Słowacją.